# Nina Satana
Nina Satana is een korte film uit 2011 in het kader van de televisiefilmreeks One Night Stand.

## Verhaal
Het verhaal gaat over de relatie tussen de 15-jarige Nina en de Marokkaanse jongen Momo. Beiden zijn buitenstaanders op een kakschool. Nina vanwege haar gothic levensstijl en Momo omdat hij de nieuwe "buitenlander" is. Nina wordt bij haar eerste blik op Momo op slag verliefd op hem. Hij niet direct verliefd op haar, maar na een tijdje groeit dat. 

## Rolverdeling
- Abbey Hoes - Nina Satana
- Sabri Saddik - Momo
- Porgy Franssen - Eric
- Eva Duijvestein - Alma
- Noël van Santen - Bruno
- Amar El-Ajjouri - Vader Momo
- Esma Abouzahra - Moeder Momo
- Thijs Hannema - Merlijn
- Koosje de Groot - Melina
- Tomer Azulay - Mooiboy
- Jeroen Wolfs - Porky
- Tess Treurniet - Sylvia
- Youssef El Moussati - Najib
- Bob Schrijber - Henk
- Debbie Korper - medewerker boekenwinkel
- Marius Bruijn - medewerker platenwinkel
- Souffiane Moussouli - Vriend Momo